# 戦争哲学
戦争と平和の哲学（せんそうとへいわのてつがく、英: Philosophy of war and peace）とは戦争と平和を主題とした哲学の発展的な研究領域である。

## 概説
戦争は古来より人間によって繰り返されてきた暴力を伴う闘争であり、征服や国防などの政治的な目的を達成し、国家を変革し、財産や人命を失わせる政治共同体間で生じる関係の一形態である。政治共同体がその主観の位置から敵と味方に区分され、互いにその軍事力を用いて殺傷と破壊を行い、勝敗を決する。その特徴としては勝利という目標のために暴力・殺人・破壊など、平和において非道徳・犯罪とされる行為が公認されることが挙げられる。
政治共同体の間で生じる関係の形態には平和と不和が考えられ、不和の中でも最も対立が明らかなものが戦争である。また不和でも、一切の関係が断絶している状態や武力以外が用いられる闘争の状態などがある。戦争の本質・原因・善悪については長く論争が交わされており、原因については神意説・自然説・人為説、善悪についても必要説・罪悪説・必要悪説・改善説などがある。
軍事学は戦争における軍事力の運用という具体的な方法論の学問であるが、戦争哲学とは戦争の定義や善悪や原因などの普遍的、抽象的な問題を取り扱う哲学の領域の一つである。戦争哲学の領域は政治哲学・法哲学・道徳哲学などの分野にまで及んでおり、戦争についての一般的な問題について探求している。戦争哲学の古典的な著作としては、軍事学者のクラウゼヴィッツの『戦争論』が挙げられる。これ以前の戦争の研究は実務の観点から戦術や兵器に注目した研究であったが、クラウゼヴィッツは価値観を排除し、弁証法によって戦争の本質を明らかにしようとしたため、戦争哲学の発展に大きく貢献した。

## 研究史
古代ギリシアにおいては都市国家の間や蛮族との間に生じる戦争は自然の秩序の一部として捉えられていた。ギリシアの哲学者であったヘラクレイトスは戦争が万物の父であり、万物の王であることを主張していた。それはあらゆるものが流転するという世界観に基づいた戦争観であり、彼はもし戦争という流転がなければ、世界は存在することができないと考えていた。しかし、ギリシアにおいてアテナイとスパルタによって戦われたペロポネソス戦争が歴史家トゥキディデスによって叙述され、戦争中には劇作家のエウリピデスやアリストファネスが平和主義的な思想を展開した。またアテナイの哲学者プラトンは『国家』の中で戦争の原因として人間の欲望と国家の成り立ちとの関係を考察している。プラトンの見解によれば、人間の欲望は拡大し続ける性質を持つために、従来の自給自足の状態を離脱して他国との関係が発生し、最終的には利害の衝突によって戦争が勃発する、と考えられている。
アレクサンドロス3世（大王）によってギリシアとオリエントの文化をヘレニズム文化へと統合が進められ、ギリシア人は世界国家の市民としての価値観からストア学派が現れた。キプロスの哲学者ゼノンにより確立されたストア学派は自然の法則と合致するように人間の理性をはたらかせる禁欲主義の倫理を提唱し、理性によって全ての人間を平等に同胞とする世界市民主義と自然法の着想を展開した。この思想はキリスト教や自然法思想へと受け継がれることになる。
『神学大全』の著者である神学者トマス・アクィナスは人間が目指すべき目標として平和を理想しながらも、国家を防衛することの意義を認めた。またフィレンツェの哲学者ダンテ・アリギエーリもキリスト教的な教義の強い影響の下で自然法の秩序を戦争に適用した。正戦の理論はこのような思想的基礎から樹立され、スペインの神学者フランシスコ・スアレスは正当化される戦争の三つの条件を明確に定義した。神学者トマス・モアもこのような正戦論を主張しており、正戦の条件を定義している。オランダの法学者フーゴー・グロティウスの自然法論で正戦論は神学的な性格から法学的な性格を与え直され、戦争は正当な権利のため以外に戦ってはならないことを定式化した。これは現代の政治哲学、法哲学にまで及ぶ影響を与えて国際平和のため以外に戦うことを禁じる国際連合の設立へと反映された。
イギリスの哲学者トマス・ホッブズは『リヴァイアサン』において共通の権力が確立される以前の人間本性と自然状態について理論的に考察し、そのような自然状態を万人の万人に対する戦争であると論じた。逆の見解としてイギリスの哲学者ジョン・ロックはホッブズ的な戦争観ではなく、戦争を自然状態ではなく権利を伴わない武力が行使される時に生じる事態だと見なしている。哲学者ベネディクト・スピノザはホッブズが述べたような共通の政府が存在しない人々の間で生じる戦争観を受け入れていたが、ロックのように戦争と道徳や法を両立させることはできないと考えていた。ジャン・ジャック・ルソーは恒久平和のための計画を作成し、ヨーロッパを単一の権威の下に統一することによって安定化を図ることを提案した。このような平和主義の構想はイマヌエル・カントの『永遠平和のために』で体系化されることになる。
フランス革命とナポレオン戦争が勃発してからは、ゲオルク・ヴィルヘルム・フリードリヒ・ヘーゲルが改めて戦争の概念を歴史哲学のうちに位置づける研究を進めた。彼にとって戦争とは二つの原初的な力が衝突している事態であり、これは国民国家を手段とし歴史のうちにおいて観念が具体化しようとする過程として正当化されていた。アルトゥル・ショーペンハウアーはヘーゲルに対する批判から、そのような国家は不正義の上に成り立っていると指摘し、戦争とは世界の現実の背景における意志の不調和を反映するものとして捉えた。ショーペンハウアーはヘーゲルのように歴史における積極的な要素として戦争を位置づけはしなかったが、恒久的な平和が持続することは権力や利益に対する欲求や大衆の未成熟によって極めて難しいものであるとは考えていた。一方でジェレミー・ベンサムやジョン・スチュアート・ミルのような功利主義の哲学者は戦争が貴族や職業軍人を除いた社会全体にとっては望ましいものではないことを主張し、ハーバート・スペンサーも自由主義的な社会秩序を軍事型社会に対置して考えている。
ナポレオン戦争の以前から戦争と平和の哲学において常に中心的な論点となってきた政治と暴力の関係について新しい理論を展開したのがプロイセンの軍人としてナポレオン戦争を戦ったカール・フォン・クラウゼヴィッツであった。彼は戦争の暴力性だけをまず抽出して絶対的戦争と概念化し、それと現実的戦争の相違を浮き彫りにしている。そして戦争は政治によって抑制され、戦争とは他の手段を以ってする政治の延長であるという学説を打ち立てた。この学説には戦争の暴力性を最大限に活用する側面と暴力性を最小限に抑制する側面の二面性があり、クラウゼヴィッツ以後の研究では彼の思想の解釈が重要な焦点となってくる。第一次世界大戦と第二次世界大戦で大量破壊兵器が開発され、戦争の被害が戦場だけでなく国家全体に及ぶようになると、クラウゼヴィッツの戦争理論の妥当性に疑問が投げかけられるようになった。戦後に国際連合が樹立されたものの、核兵器の発明によって世界的な核戦争の危機が生まれると、平和主義は新しい課題に直面することになった。バートランド・ラッセルはソビエトをはじめとする共産主義の陣営との核戦争を回避するためには、より中央集権的な世界国家を樹立する以外に方法がないと考えていた。

## 各論

### 定義論
戦争とは何か、どのように定義すればよいのか、という分析哲学的な問題がある。
これをどのように定義するかは政治的・哲学的な立場や軍事史や政治史の研究などによって変化する。古代ローマの政治家であり哲学者でもあったキケロは戦争を「力による闘争」と定義し、オランダの法学者であったフーゴー・グロティウスは「戦争とは闘争している集団間の状態」と言い足した。イギリスの政治哲学者トマス・ホッブズは戦争は「作戦が継続していない間でも存在しうる緊急事態の状態を意味する」と書き留めている。またフランスの作家・思想家ドゥニ・ディドロは「政治的統一体の発作的で暴力的な病気」と論評した。『戦争論』で著名なプロイセンの軍事学者クラウゼヴィッツは「戦争はそれ以外の手段を以ってする政治の延長である」と論じた。さらに中国軍大佐の喬良と王湘穂は共著『超限戦』において「現代の戦争の形態ではこれまでの軍事的手段だけでなく非軍事的手段も連携し、最大限の国益を追求するようになった」として論じた。
以上のように戦争の定義については様々に述べられているが、それぞれの論者の哲学的・政治的な立場の影響があり、またどの定義にも一長一短があり、加えて近年、戦争の形態大幅な変化もあって普遍的・一般的な定義を求めることは難しい。

### 原因論
戦争の原因については様々な学問分野、例えば政治学・経済学・国際関係学・心理学などで取り組んでいるが、そのどれもが決定論・意思決定論、性善説・性悪説という哲学的な立場を反映した。
例えば人間は自らの行動を選ぶ自由など一切ないとする極端な決定論では、戦争はこの国際社会で必然的に発生する出来事であり、不可避である。しかし戦争とは不可避であるが人間は予防手段を講じてその被害を最小化することは可能であると考える穏健な決定論の立場もある。この決定論においては人間に戦争の原因はなく、従って人間に戦争の責任はないと結論付けられる。また人間の生存本能やダーウィニズム的な自然淘汰が戦争の原因であるとする説もある。
その反対に意思決定論の立場から見れば人間の行為によって戦争は引き起こされるものであり、その責任はすべて人間にあるという考えもある。これは社会的な条件説であり、具体的な原因として現実主義の勢力均衡論、マルクス主義の資本主義論などが挙げられる。戦争は経済的に見れば不合理な場合も多く、フランシス・フクヤマは戦争原因は人間の持つ優越願望（気概、支配欲、野心）であり、居丈高に盛り上がったナショナリズムであり、その本質は精神的なイデオロギー闘争であるとして、戦争を「認知を求める闘争」と表現している。

### 善悪論
戦争の善悪については肯定派の立場、否定派の立場、戦争の種類などによって肯定する立場、さらに善悪は問題ではないという立場に大別される。肯定派として、「戦いは万物の父である」と論じたヘラクレイトス、「平和の希望があるときはそれに向かって努力すべきである。しかし平和が獲得できないときは戦争のあらゆる利益を求めて利用してよい」と論じたホッブズなどが挙げられる。またフランス哲学者のシャルル・ド・モンテスキューは「国家の生命は個人の生命と同様に自己保存のために戦争を行う権利がある」とし、またドイツ哲学者ヘーゲルは「あたかも海流が生じることにより海洋の新鮮さが保たれるように、戦争は国民の倫理的健康に関する諸規定の固定化を防ぐ」と論じた。
戦争は全て悪であるという否定派として、セネカ、エラスムスなどが挙げられ、またカントが論じた恒久平和論がある。聖アウグスティヌスは戦争の原因が原罪にあり、神は超越的な力によって戦争で人間を罰していると唱えた。
戦争の種類などによって肯定する立場としては、キケロ、グロティウスなどが挙げられる。イングランドの哲学者であったフランシス・ベーコンは「悪いのは戦争そのものではなく、戦争を引き起こす悪に満ちた激情である」と論じた。またイスラームではジハード以外の戦争を否定している。共産主義では帝国主義戦争は一定の段階に過ぎないとしている。
善悪は問題ではないとする立場について、軍事学者である孫武、マキャベリ、クラウゼヴィッツ、またイギリス劇作家のシェイクスピアは戦争は善悪で理解できるものでもない、またすべきでないという立場にあった。

### 正戦論
戦争の善悪という倫理問題をより学術的に発展させた研究に、西欧に伝統的な正戦論(Just war theory)がある。
正しい戦争は、戦争のための法（jus ad bellum、戦争開始の正当化事由：Just causeを含む）への適合と、戦争における法（jus in bello）への適合を必要とする。不正な目的の戦争は開始そのものから否定されるべきであり、また不正な手段は正しい戦争目的のためでも禁じられるべきであるとする。これはそれまで漠然としていた戦争の正当化の論理に理論的な判断基準を与えることの試みであり、同時に戦争の惨禍の際限の無い拡大に歯止めをかける狙いもあった。
アウグスティヌスやトマス・アクイナスが神学的な思想に基づいて展開したスコラ的正戦論に始まる。キリスト教が述べている隣人愛などの教義と武力行使の正当性についての整合性を持たせるための議論が行われた。十字軍については当時は戦争のための法（jus ad bellum）を満たしたとされ正当化された一方、兵士には戦争における法（jus in bello）の遵守は求められなかった。これはjus in belloが当時、異教徒・異端者相手の戦闘には適用されなかったためであり、十字軍の侵攻における残虐行為の拡大に繋がった。
17世紀から18世紀にかけて国際法がこの問題に取り組み始め、国際法学者であったフーゴー・グロティウスの『戦争と平和の法』でも戦争行為を巡る正義の判断に言及されている。グロティウスは防衛、回復、刑罰という正当性がなければならないと論じており、また同盟国の危機のための戦争をも認めている。これは集団的自衛権の考え方でもあり、友好国のために戦うことは正統な権利だと考えていた。同時に「避けがたい不知」のために当事国双方が自らの正当性を信じている場合もあることを認めており、その後の学説でも国際社会には戦争の正当性を判定することができる中立者は存在しないとされ、戦時における武力行使の法的な規制だけが論じられるようにもなった。
しかし政治哲学者のマイケル・ウォルツァーは『正しい戦争と不正な戦争』("Just and Unjust Wars")で戦争の正義を考察した。ウォルツァーは戦争の正当化事由として侵略への自衛戦争、予防的な先制攻撃、人道的介入が挙げられる。戦争での正議論には個人の生存権と自由権の二つの権利から出発しており、従って個人の集合体である政治的共同体の維持も極めて重要であるとする。そこで外敵からの侵略を受けたならば自衛戦争を行うことは当然であるとして自衛を認める。また隣国が軍拡を推し進めており自国がそれを明らかな脅威と認識したら侵略を予防するために先制攻撃をしかけることもまた正当化できるとする。また介入については国家主権を尊重する必要があるとしながらも、飢餓や虐殺などの国際社会の安定を脅かす可能性に対処することは正当化が可能であるとする。ただしウォルツァーは人道的な目的の介入については否定的な立場をとっている。なぜならば完全に純粋に人道的な目的だけで介入が行われた事例は歴史にもなく、また外国人が自国民の命に勝る価値を自国の政治過程では持つことはないためである。このウォルツァーの正戦論は伝統的な正戦論を踏まえた現代の正戦論であり、これを正戦論の復活とする見解もある。

### 平和論
平和はしばしば戦争と正反対の概念として対照され、戦争哲学においてもその本質や戦争との関連が論じられる場合がある。平和はその本質や内容から相互援助による平和、協調的な平和、不干渉による平和などに分類されるが、総じて政治共同体の関係は少なからず協力的である。その特徴として挙げられるのが、政治共同体の間の緊張関係が緩和され、従って相互に脅迫・威嚇・強制などの暴力的な手段が用いられなくなる。さらに個人においては生命の危機に直面する事態が比較的に減少し、戦時に見られるような集団の結束や共同体への忠誠が衰えがちになる。
平和という状態が自然に実現できないことは歴史の事例から明らかであり、啓蒙・社会的措置・国際機関などによる平和構想が練られてきた。